# المستقبل يبقى للأبد
المستقبل يبقى للأبد هو فيلم من نوع دراما أُصدر في 2011. الفيلم من إخراج وسيناريو اوزكان البير ‏.

## القصة
تقع أحداث الفيلم في تركيا وإسطنبول.

## طاقم التمثيل
- غايا غورسيل

## وصلات خارجية
- المستقبل يبقى للأبد على موقع IMDb (الإنجليزية)
- المستقبل يبقى للأبد على موقع روتن توميتوز (الإنجليزية)
- المستقبل يبقى للأبد على موقع ألو سيني (الفرنسية)
- المستقبل يبقى للأبد على موقع Turner Classic Movies (الإنجليزية)
- المستقبل يبقى للأبد على موقع أول موفي (الإنجليزية)
- المستقبل يبقى للأبد على موقع فيلمافينيتي (الإسبانية)
- المستقبل يبقى للأبد على موقع قاعدة بيانات الفيلم (الإنجليزية)
- المستقبل يبقى للأبد على موقع ليتربوكسد (الإنجليزية)
- المستقبل يبقى للأبد على موقع كينوبويسك (الروسية)